# آی‌کیوب

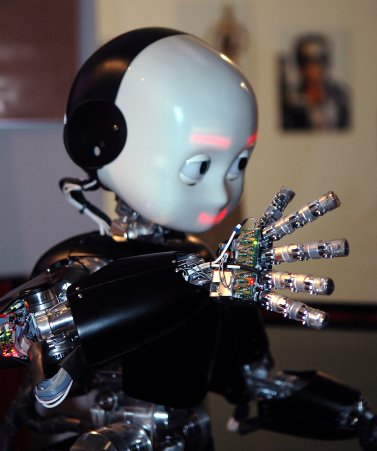
An iCub at a live demo making facial expressions

آی کیوب (به انگلیسی: iCub) نام رباتی تحقیقاتی و انسان نما است که  یک متر طول دارد و برای انجام آزمایش و شبیه‌سازی استنتاج انسانی و تست الگوهای هوش مصنوعی طراحی شده.
نمونه‌های این ربات در بسیاری از دانشگاه‌های اروپا وجود دارد و توسط شرکت‌های ایتالیایی ساخته می‌شود. این ربات توسط بسیاری از پروژه‌های مشابه از جمله آی تالک پشتیبانی می‌شود.